# Schloss Dippoldiswalde
Schloss Dippoldiswalde liegt im Stadtkern von Dippoldiswalde im Osterzgebirge, unmittelbar am westlichen Rand des Stadtzentrums auf einem Bergsporn über dem Weißeritztal. Östlich des Schlosses befindet sich die Dippoldiswalder Stadtkirche.

## Geschichte

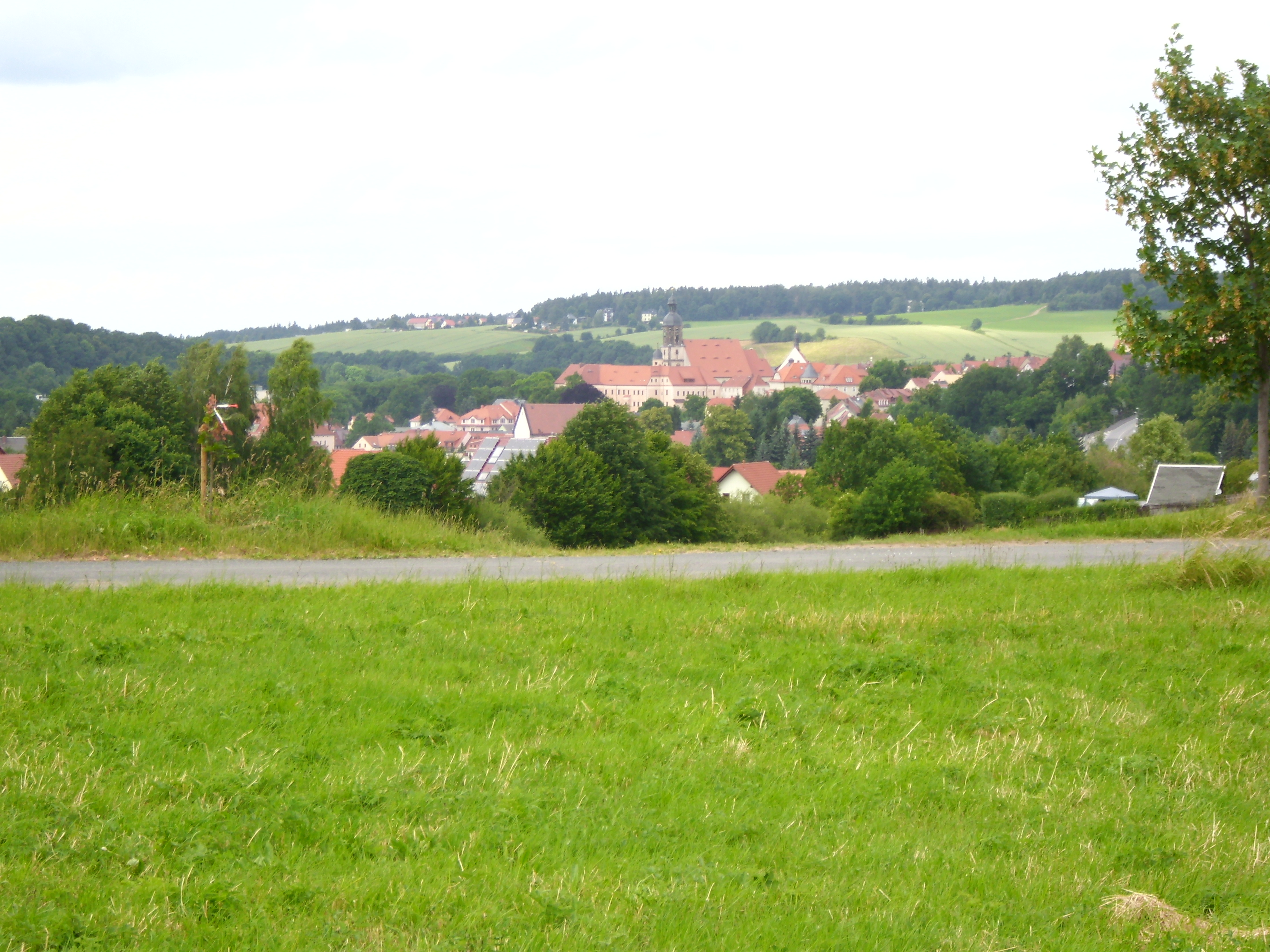
Schloss Dippoldiswalde

Die Höhenburganlage wurde im 12. Jahrhundert zum Schutz des Bergbaus und als Amtssitz in der Markgrafschaft Meißen errichtet. 1266 wurde ein Ritter von Clomen als Besitzer erwähnt, die Stadt wurde Bergstadt. Zur Burg gehörte die in nordwestlicher Richtung gelegene Burg Böthchen. 1429 zerstörten die Hussiten die Stadt, 1485 wurden das Schloss und die Stadtbefestigung wieder instand gesetzt. Zwischen 1500 und 1550 wurde die Burg vom Baumeister Peter Flötner aus Nürnberg zum Renaissanceschloss umgebaut. 1569–1572 entstand der südliche Flügel mit dem Mittelbau und dem zweigeschossigen Erker an der Westseite. Im Dreißigjährigen Krieg wurde auch das Schloss wie die Stadt in Mitleidenschaft gezogen.
Heute befindet sich im Schloss das Amtsgericht Dippoldiswalde, das Museum Osterzgebirgsgalerie und seit August 2018 das Museum für mittelalterlichen Bergbau im Erzgebirge.

## Stadtmauer
1358–1363 ließ Markgraf Friedrich der Strenge die Stadt mit Mauern, Türmen und Gräben in einer Dreiecksform befestigen. 1665 wurde die Stadtmauer an der Pforte, 1666 das Obertor und Niedertor instand gesetzt. Nach und nach wurde sie abgetragen, zuletzt 1845 das Obertor. Teile der Stadtmauer sind heute noch vorhanden.

## Vorwerke
Zur Burganlage gehörten die Vorwerke: Malter, Böthchen, Wolframsdorf, Schwarzdorf, Ziegenrück, Nikolai und Heselicht (Oberhäslich).

## Besitzer
- 1266: Ritter von Clomen
- 1289: Böhmenkönig Wenzel
- 1300: Markgraf Friedrich der Strenge
- 1503: Heinrich von Maltitz
- 1568: Kurfürst August